# 2차 도네츠크 공항 전투
2차 도네츠크 공항 전투는 돈바스 전쟁 동안 우크라이나군과 러시아군 및 그 대리 세력인 도네츠크 인민공화국군 사이에 벌어진 교전이다. 2014년 5월에 벌어진 1차 도네츠크 공항 전투 이후 도네츠크 국제공항은 우크라이나의 통제하에 있었다. 2014년 9월 5일부터 시행된 휴전 협정인 민스크 협정에도 불구하고, 2014년 9월 28일 교전 당사자들 사이에 전투가 발생했다.
전투 시작 시 공항은 분리주의 세력과 우크라이나의 통제선 사이에 있었고, 도네츠크시에서 우크라이나 정부군이 통제하는 마지막 지역이었다. 공항을 둘러싼 격렬한 전투는 새해까지 계속되었고, 2015년 1월에는 최악의 전투가 벌어졌다. 1월 21일, 도네츠크 인민공화국군은 공항의 우크라이나 진지를 장악했다. 남은 우크라이나군은 사망하거나, 후퇴를 강요받거나, 도네츠크 인민공화국군에 의해 포로가 되었다. 이 전투는 "작은 스탈린그라드 전투"라고 불린다.

## 경과
2014년 9월 5일 민스크 협정 서명 이후 도네츠크 국제공항에서는 도네츠크 인민공화국과 우크라이나군 사이에 산발적인 교전이 계속되었다. 9월 말에는 이러한 소규모 사건들이 더욱 빈번해졌다. 9월 23일에는 공항 근처에서 포격과 기관총 발포가 보고되었다. 9월 25일에 인터뷰한 익명의 도네츠크 인민공화국 정보 장교에 따르면, "그들이 쏘면, 우리는 우리가 여기 있다는 것을 보여주기 위해 응답한다. 그들은 내부에서 무장이 매우 잘 되어 있다. 그들은 T-64 전차와 다연장 로켓 발사기를 가지고 있다. 우리는 그들을 몰아낼 수 있는 것이 없다."고 말했다. 그는 또한 도네츠크 공항이 도네츠크 인민공화국에게 "끔찍한 골칫거리"라고 말했다. 공항은 반군이 통제하는 도네츠크 시의 북쪽에 위치했으며, 우크라이나군에게 "편리한 요지"를 제공하여 포병 사격으로 도네츠크의 도네츠크 인민공화국 진지를 공격할 수 있게 했다. 분쟁 당사자들 간의 "보복" 교전은 9월 25일 이후 더욱 심각해졌다.
공항의 주요 건물 배치는 우크라이나군이 공항을 방어하기 더 어렵게 만들었는데, 공항 건물들이 남쪽에 위치하고 우크라이나군에 보급하는 데 사용되는 활주로는 개방되어 있어 도네츠크 인민공화국군이 쉽게 목표로 삼을 수 있었기 때문이다.

### 전투 시작 (2014년 9월~10월)
도네츠크 인민공화국군은 9월 마지막 날에 도네츠크 국제공항을 재탈환하기 위한 "집중적인 노력"을 시작했다. 휴전 시작 이후 최악의 사건은 9월 28일에 발생했는데, 도네츠크 인민공화국군과의 충돌로 우크라이나 병사 9명이 사망하고 27명이 부상했다. 이 중 7명은 전차 포탄이 우크라이나 장갑차를 강타했을 때 사망했다. 유럽 안보 협력 기구(OSCE) 감시단은 공항 주변에서 심한 포격이 있었다고 보고했다. 이 무렵, 도네츠크 인민공화국군은 공항을 내려다보는 고층 빌딩에 진지를 구축하기 시작했는데, 여기에는 의료 스테이션, 집결지, 포병 관측소 등이 포함되었다. 다음날 동유럽 표준시 06:15에 도네츠크 인민공화국군은 그라드 로켓포로 공항을 집중 포격하기 시작했다. 도네츠크 인민공화국 지도자 알렉산드르 자하르첸코에 따르면, 반군의 포격은 도네츠크 시에 떨어지는 정부군의 박격포 사격에 대한 응답으로 시작되었다. 도네츠크 인민공화국군은 이웃 주거 건물에 있는 자신들의 진지를 이용하여 공항에 포병 사격을 가했다.
우크라이나군과 분리주의군은 포격을 계속 주고받았다. 계속되는 교전 속에서 10월 1일 공항과 인접한 도네츠크 시의 키이우스키 지구에 있는 학교와 버스 정류장이 포탄에 맞았다. 10명의 민간인이 사망했지만, 학생들은 다치지 않았다. 국제앰네스티의 조앤 마리너에 따르면, 누가 사건의 책임자인지 "알 수 없었다". 그러나 그녀는 "주거 지역은 공항에서 발사된 우크라이나군에 의해 타격을 입었으며", 도네츠크 인민공화국군도 "주거 지역에 포병을 배치하고 그곳에서 발포하여 전쟁법을 명백히 위반했기 때문에 책임이 있다"고 말했다. 동시에 전차의 지원을 받는 도네츠크 인민공화국군은 공항으로 진격하여 여러 격납고, 연료 저장 구역 및 부속 건물을 점령했다. 그들은 이 건물들을 포병 진지로 사용하여 우크라이나 진지에 포격을 가하기 시작했다. 도네츠크 인민공화국군은 계속 전진하여 통제 센터, 경찰서, 호텔을 점령했지만 더 이상 진격할 수 없었다. 10월 2일에도 상호 포격이 계속되었다. 우크라이나 정부에 따르면 상황은 "어려웠다".
격렬한 포격 속에서 도네츠크 인민공화국군은 10월 3일 공항으로 더욱 깊숙이 진격했다. 무장 세력은 연막탄을 사용하여 공항의 구 터미널 건물로 침입했다. 우크라이나군 대변인에 따르면, 무장 세력의 진격은 "러시아 드론"의 지원을 받았다. 그들의 전차는 공항에 있는 우크라이나 병사들의 주요 거점인 새 터미널 건물에 포를 발사했다. 그럼에도 불구하고, 우크라이나군은 나중에 반군을 구 터미널 건물의 절반에서 밀어내고 진격을 막았다. 정부군은 전투에서 도네츠크 인민공화국 전차 2대를 파괴하고 무장 세력 12명을 사살했다고 밝혔다. 우크라이나군 관계자에 따르면, 이는 9월 5일 휴전 협정 시작 이후 "반군 중 가장 큰 단일 손실"이었다. 전투에서 4명의 우크라이나 병사가 사망했는데, 그 중 2명은 극우 단체인 우익 섹터 소속이었다.
도네츠크 인민공화국군은 10월 9일 도네츠크 공항 통제권을 장악하기 위한 또 다른 시도를 했다. 그들은 공항 대부분을 점령했다고 주장했지만, 이는 사실이 아니었다. 정부군은 공격을 격퇴했다. 이 교전 중 공항 근처 지역에 대한 심한 포격으로 최소 5명의 민간인이 사망했다.
우크라이나군과 도네츠크 인민공화국군 사이의 전투는 10월 중순에 격화되었다. 10월 19일 포격으로 6명이 부상했다. 10월 20일 공항 근처 화학 공장에서 발생한 대규모 폭발로 돈바스 아레나가 손상되었고 도네츠크 전역의 건물에 피해를 입혔다. 도네츠크 인민공화국 당국은 우크라이나군이 토치카-U 미사일 시스템으로 폭발을 일으켰다고 주장했지만, 우크라이나 정부는 이를 부인했다. 지속적인 포위 공격에 직면한 공항의 우크라이나 병사들은 콘크리트 벽 뒤에 숨어야 했다. 공항의 한 우크라이나 병사에 따르면, 도네츠크 인민공화국군은 공항 건물 아래의 터널 네트워크에 침투했다. 우크라이나군은 관제탑과 구 터미널 건물을 계속 장악했다.
10월 28일까지 새 터미널 건물의 1층부터 3층까지를 제외한 모든 층이 붕괴되었다. 건물은 "검게 그을린 골격"이 되었다. 우크라이나군은 공항의 1층과 2층을 통제했고, 도네츠크 인민공화국군은 3층과 지하 터널 네트워크를 통제했다. 건물은 부비트랩과 잔해로 가득했으며, 우크라이나군과 도네츠크 인민공화국군은 "밀실 공포증을 유발하는 숨바꼭질"을 벌였다. 로스앤젤레스 타임스에 실린 보도에 따르면, 도네츠크 인민공화국군은 공항에 끊임없이 포격을 가했고, 분리주의 지상군은 하루에 한 번 이상 새 터미널 건물에서 우크라이나군을 공격했다. 활주로는 파괴된 장갑차로 뒤덮여 사용할 수 없게 되었다. 보고서는 새 터미널 건물에서 "모든 유리창이 산산조각 났고, 모든 문, 벽, 천장이 총알과 파편으로 뚫렸다"고 언급했다.

### 교착 상태 지속 (2014년 11월~12월)
돈바스에서 우크라이나 정부의 군사 작전 대표는 11월 11일 우크라이나군이 도네츠크 공항의 신터미널 건물에서 모든 분리주의 세력을 제거했으며, 3개의 우크라이나 국기가 그 위에 게양되었다고 밝혔다. 공항에서 도네츠크 인민공화국군과 싸웠던 친우크라이나 자원군 우익 섹터 대대는 공항이 우크라이나군의 통제하에 확고히 있었으므로 철수한다고 밝혔다. 11월 16일에서 17일 밤 동안 양측은 짧은 휴전에 합의했다. 우크라이나군 대변인에 따르면, 이 합의는 도네츠크 인민공화국군이 공항 부지에서 사망자와 부상자를 수습할 수 있도록 하기 위한 것이었다. 11월 17일 아침까지 공항에는 다시 격렬한 포격이 쏟아졌다.
우크라이나 국가안보국방위원회 (NSDC) 대변인 안드리 리센코는 12월 1일 러시아 특수부대가 공항에서 도네츠크 인민공화국군을 지원하고 있다고 밝혔다. 이 지역의 상황을 완화하기 위해 우크라이나의 블라디미르 아스카로프 중장과 러시아의 알렉산드르 렌초프 중장은 휴전 논의를 위한 회의를 개최하기로 합의했다. 12월 2일 회의 후, 일반적인 휴전이 발표되었다. 렌초프 중장은 회의에서 자신과 우크라이나 상대방이 도네츠크 지역에서 민스크 협정 이행을 조율하기 위한 군사 합동 통제 센터 설립에 대해 논의했다고 말했다. 이 센터에는 러시아, 우크라이나, OSCE 대표가 포함될 것이다.

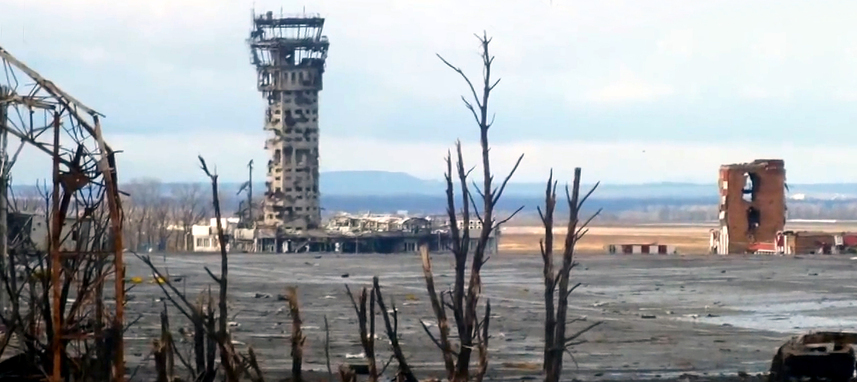
2014년 12월 말 도네츠크 공항의 손상된 관제탑. 이후 완전히 파괴되었다.

우크라이나군은 짧은 휴전을 깨뜨린 도네츠크 인민공화국군의 심한 포격으로 인해 12월 5일 구터미널 건물을 떠났지만, 신터미널 건물에서는 계속해서 진지를 유지했다. 이 시점에 구터미널 건물이 공항의 주요 전장이 되었다고 보고되었다. 우크라이나군이 반군 지상 이동을 관찰하는 데 사용했던 전략적 항공 교통 관제탑은 우크라이나의 통제하에 남아 있었다. 이 탑은 도네츠크 인민공화국 포병의 끊임없는 포격을 받았다. 우크라이나의 통제하에 있던 인근 마을 피스키는 완전히 파괴된 "스탈린그라드"가 되었다. 우익 섹터 자원군 준군사 조직에 따르면, 피스키의 폐허는 정부군이 통제하는 도네츠크 공항으로 가는 유일한 보급선인 "생명의 길"을 지키는 데 사용되었다.
12월 동안 공항에 주둔한 우크라이나군은 여러 차례 교대했다. 이 교대는 OSCE 특별감시임무의 감독하에 이루어졌다. 또한, 도네츠크 인민공화국군은 OSCE 감시하에 교대를 도왔고, 우크라이나 인력 및 보급품 운반을 도왔다. 가끔 총격 보고가 있었음에도 불구하고, OSCE는 교대가 "원활하게 진행되었는데, 양측 지휘관이 교대 중 포병 및 소총 사격 중단에 합의했기 때문"이라고 밝혔다.
12월 29일 도네츠크 인민공화국군이 공항의 정부 통제 지역을 다시 공격하면서 격렬한 전투가 재개되었다. 전투에서 우크라이나 병사 3명과 반군 14명이 사망했다. 12월 31일까지 반군는 공격 전의 위치로 후퇴했다. 그러나 도네츠크 인민공화국군이 전략적 요충지인 피스키 마을에 삼면 공격을 가하면서 격렬한 전투가 재개되었다. 우크라이나군은 "진지를 지키고 있다"고 밝혔다. OSCE 감시단은 피스키가 정부 통제하에 남아 있지만, 도네츠크 인민공화국군이 남쪽 입구의 "볼보 센터"를 점령했다고 보고했다.

### 최종 대치 및 우크라이나군 철수 (2015년 1월)

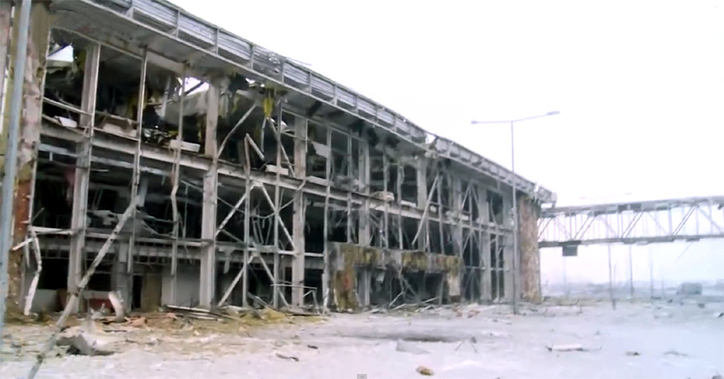
신 터미널 폐허

정부군은 1월 12일 도네츠크 인민공화국이 통제하는 구터미널 건물을 공격했지만, 이 공격은 도네츠크 인민공화국군에 의해 격퇴되었다. 다음 날, 우크라이나의 OSCE 특별감시임무 대표는 공항 상황이 "상당히 악화되었다"고 말했다. 우크라이나 정부 관계자에 따르면, 공항을 방어하는 우크라이나군은 도네츠크 인민공화국 당국으로부터 현지 시간 17:00까지 공항에서 철수하지 않으면 "파괴에 직면할 것"이라는 최후통첩을 받았다. 우크라이나군은 철수하지 않았고, 이는 도네츠크 인민공화국군의 심한 포격으로 이어졌다. 이 포격으로 전략적 항공 교통 관제탑이 붕괴되었다. 관제탑이 붕괴될 당시, 도네츠크 인민공화국군은 신터미널 건물에서 400 미터 (440 yd) 이내에 있었다. 한 우크라이나 병사는 도네츠크 인민공화국군의 포격이 "터미널을 휩쓸고 있었으며", 지원 없이는 도네츠크 인민공화국군이 남은 정부군을 "단순히 파괴할 것"이라고 말했다. 우크라이나군은 나중에 자신들의 포병 사격으로 도네츠크 인민공화국군의 공격 속도를 늦출 수 있었다.
공항에 대한 4일간의 심한 포격 후, 도네츠크 인민공화국군은 1월 14일 우크라이나군을 밀어내고 신터미널 건물의 3분의 1을 점령했다. 다음 날, 도네츠크 인민공화국 당국은 공항을 완전히 통제하고 있다고 밝혔고, AP 통신 기자는 도네츠크 인민공화국 국기가 신터미널 건물에 게양되었다고 확인했다. 그럼에도 불구하고 전투는 계속되었고, 우크라이나 정부 관계자들은 터미널이 상실되었다는 주장을 부인했다. 공항의 한 우크라이나 병사는 우크라이나군이 단 하나의 홀에 갇히게 되었고, 끊임없이 전차 포격을 받고 있었다고 말했다. 도네츠크 인민공화국 지도자 알렉산드르 자하르첸코는 공항 점령이 2014년 여름 우크라이나군에게 빼앗긴 영토를 되찾는 첫 걸음이라고 밝혔다. 그는 "우리 동포들은 이것을 들어야 한다: 우리는 우리의 땅을 그냥 포기하지 않을 것이다. 평화적으로 되찾거나, 아니면 저렇게(공항 점령을 언급하며) 되찾을 것이다"라고 말했다. 우크라이나군은 공항에서 "철수 명령이 없었다"고 밝혔고, 도네츠크 인민공화국 의회 의장 안드레이 푸르긴은 도네츠크 인민공화국군이 터미널 건물을 장악했지만, "우크라이나군이 숨을 곳이 많기 때문에" 전투가 계속되고 있다고 말했다. 저녁에 우크라이나군은 반격을 시작하여 반군을 건물 1층에서 퇴각시켰다. 그럼에도 불구하고, 도네츠크 인민공화국군은 2층과 지하실을 계속 통제했다.

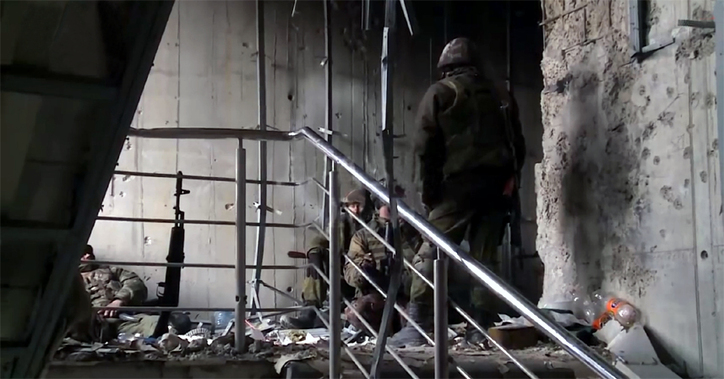
1월 16일 신 터미널 건물에 있는 소말리아 대대 전투원

1월 17일부터 18일 주말에 걸쳐 정부군 작전으로 우크라이나군은 공항 대부분을 재탈환했다. NSDC 대변인에 따르면, 이 작전은 민스크 협정으로 설정된 통제선을 복원했으므로 위반이 아니었다. 이 작전으로 인해 전투는 도네츠크 시내 쪽으로 이동했고, 공항과 인접한 도네츠크 주거 지역에 심한 포격이 가해졌다. 도네츠크 인민공화국 당국은 공항과 시내를 연결하는 푸틸리프스키 다리에서 정부군을 막았다고 밝혔다. 전략적으로 중요했던 이 다리는 전투 중 파괴되었다. OSCE 감시단은 포격으로 키이프스키, 키로프스키, 페트로프스키, 보로실롭스키 등 도네츠크 주거 지역에 심각한 피해가 발생했다고 보고했다.
1월 19일 양측 모두 공항 통제권을 주장했다. 도네츠크 인민공화국 당국은 정부군의 반격으로 16명이 사망하고 62명이 부상했다고 인정했다. 낮 동안 반군들은 신터미널 건물 1층 천장의 일부를 폭파시켜, 그곳에 숨어 있던 우크라이나 병사들 위로 무너지게 했다. 많은 병사들이 붕괴로 인해 부상당했다. 공중기동 여단장 예우헤니 모이시우크 대령에 따르면, 붕괴는 전문 러시아 병사들이 지휘했으며, 이들은 우크라이나군을 1층으로 몰아넣는 데 책임이 있었다고 한다. 그는 통신을 감청한 결과 "그들이 사용하는 언어, 억양, 속어, 어휘 - 이 모든 것이 우크라이나 러시아어가 아니라 러시아 러시아어였다"고 말했다. 저녁에 공항 근처에서 반군에 포위되었던 우크라이나군 부대가 공항 쪽으로 탈출하는 데 성공했지만, 한 병사가 사망했다. 다음 날, 폴란드 기자는 정부가 통제하는 피스키에서 공항 대부분이 도네츠크 인민공화국 통제하에 있지만, 피스키도 점령되었다는 분리주의자들의 주장은 반박했다. 저녁에 우크라이나 국방부는 도네츠크 인민공화국군이 공항 활주로를 폭파했다고 밝혔다. 이 시점에서 공항 전투 중 부상당한 100명 이상의 병사들이 대피했다.
우크라이나군은 1월 20일 반군을 밀어내기 위해 공항을 포위하려 했다. 우크라이나군과 도네츠크 인민공화국군이 공항 밖에서 교전하는 동안, 반군 부대가 신터미널 건물 1층과 2층을 급습했다. 우크라이나군은 분리주의자들이 15:30 EET에 2층을 폭파하여 병사들 위로 무너지게 할 때까지 건물 1층에서 버텼다. 이로 인해 여러 병사들이 사망했으며, 이는 전투의 전환점이 되었다. 다음 날까지 남은 우크라이나군은 포로가 되거나, 사망하거나, 건물에서 철수해야 했으며, 도네츠크 인민공화국군이 건물을 장악할 수 있게 되었다. 한 자원봉사자에 따르면, 우크라이나 병사 37명이 사망했다. 전투 중, 우익 섹터 지도자 드미트로 야로시는 피스키에서 그라드 로켓 폭발로 부상당했다. 그는 충돌 지역에서 대피했다. 도네츠크 인민공화국 국방부 대변인은 며칠 동안 본터미널 건물 잔해에 갇혀 있던 우크라이나 병사 16명이 포로로 잡혀 의료 지원을 받았다고 밝혔다. 우크라이나 대통령 페트로 포로셴코는 1월 21일 러시아가 돈바스에 9,000명 이상의 병력과 500대의 전차, 포병 부대, 장갑차를 배치했다고 밝혔다. 데일리 텔레그래프에 실린 기사는 이러한 배치가 도네츠크 공항 통제권을 유지하려는 키이우의 "[이전] 성공에 대한 반응"으로 보이며, 무기와 인력의 유입으로 공항의 우크라이나 진지가 유지 불가능하게 되었다고 언급했다. 전투 후, 분리주의 전투원들은 공항에서 포로로 잡힌 우크라이나 병사들을 도네츠크 시내 버스 포격 현장에서 퍼레이드했다. 구경꾼들은 포로들을 구두로 비난하고, 폭발한 버스의 잔해를 던졌다. 공항 상실은 "우크라이나군에 대한 엄청난 승리"이자 "큰 타격"으로 묘사되었다.

## 상징성

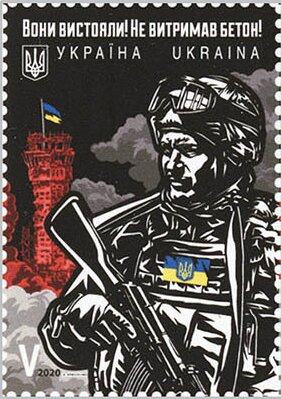
2020년 우크라이나에서 전투 5주년을 기념하는 우표. "그들은 (공격을) 견뎌냈다!! 콘크리트는 그렇지 못했다!!"라고 쓰여 있다.

전투 중 '사이보그(우크라이나어: кіборг)라는 단어는 공항의 우크라이나 수비수들을 지칭하는 데 사용되었다. 이 용어는 유튜브에 게시된, 도네츠크 인민공화국군이 우크라이나인들을 "그곳에 있는 일종의 사이보그"라고 지칭한 무선 통신 감청에서 유래했다. 우크라이나인들은 이 이름을 받아들여 공항 내 우크라이나 병사들을 사이보그라고 부르기 시작했다. 이는 공항 수비수들이 공상 과학 소설 속 사이보그가 "파괴 불가능한 반인반기계" 또는 "초인"인 것처럼, 거의 잠을 자지 못하거나 지원 없이 근거리에서 도네츠크 인민공화국군의 끊임없는 공격을 막아낼 수 있었던 방식을 의미한다. 사이보그는 우크라이나 국가 신화의 일부가 되었고, 많은 우크라이나인들 사이에서 "거의 전설적인 빛"으로 비춰진다. "사이보그"라는 용어는 일반적으로 다음 부대에 적용된다: 제3스페츠나츠 연대, 제93기계화여단, 제79공중기동여단, 제17전차여단, 그리고 우익 섹터 우크라이나 의용군단.
전투에서 전사한 이들을 기리기 위해 우크라이나는 매년 1월 16일을 사이보그 추모의 날로 기념한다.

## 전략적 중요성
도네츠크 공항 통제권이 우크라이나군에게 전략적으로 필요한지에 대한 질문이 제기되었다. 이미 2014년 9월, 우크라이나 의회 의원 드미트로 팀추크는 공항을 파괴하고 우크라이나군이 더 쉽게 방어할 수 있는 위치로 후퇴해야 한다고 제안했다. 팀추크는 전투로 인해 공항이 사용 불능 상태가 되었으며, 러시아가 이를 도네츠크 인민공화국 지원에 사용할 것이라는 우려는 과장된 것이라고 진술했다. 또한 공항 북쪽의 숲이 우거진 지역이 개방된 공간으로 둘러싸인 건물보다 방어하기 쉬웠을 것이라고도 했다.
마찬가지로, 분리주의자들에게 공항의 가치도 의문시되었다. 도네츠크 인민공화국군은 항공기나 다른 공중 무기에 접근할 수 없었으며, 공항 활주로는 포격으로 인해 쓸모없게 되었다. 더욱이, 전투가 끝난 후 우크라이나군은 공항 활주로 남서쪽에 있는 피스키 마을로 후퇴했다. 그들은 이 마을을 계속 통제했으며, 이는 공항이 우크라이나 사정권 내에 남아 있다는 것을 의미했다. 도네츠크 인민공화국이 공항 공격에 대규모 병력을 투입했기 때문에, 이는 아조프 연대가 반군을 마리우폴에서 밀어낼 수 있는 기회를 제공했을 가능성이 높다.
그러나 공항은 우크라이나에게 전술적 이점을 제공했다. 도네츠크 인민공화국이 언론의 밀착 감시를 받는 공항 사건에 집중하는 동안, 우크라이나군은 도네츠크 집적 지역의 인근 교외에서 도네츠크 인민공화국을 추방하는 데 성공했다.

## 대중문화
우크라이나 '사이보그'에 대한 영화 사이보그: 영웅은 죽지 않는다는 2017년 12월 7일에 개봉되었다. 이 영화는 개봉 주에 30만 2천 달러의 수익을 올려 박스오피스 1위를 차지했다.

## 갤러리

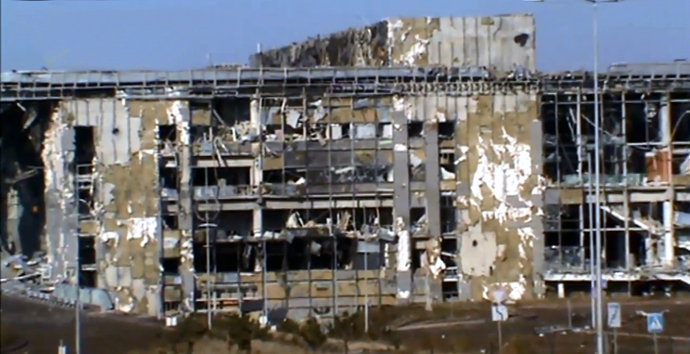
신 터미널 폐허 (2014년 10월)
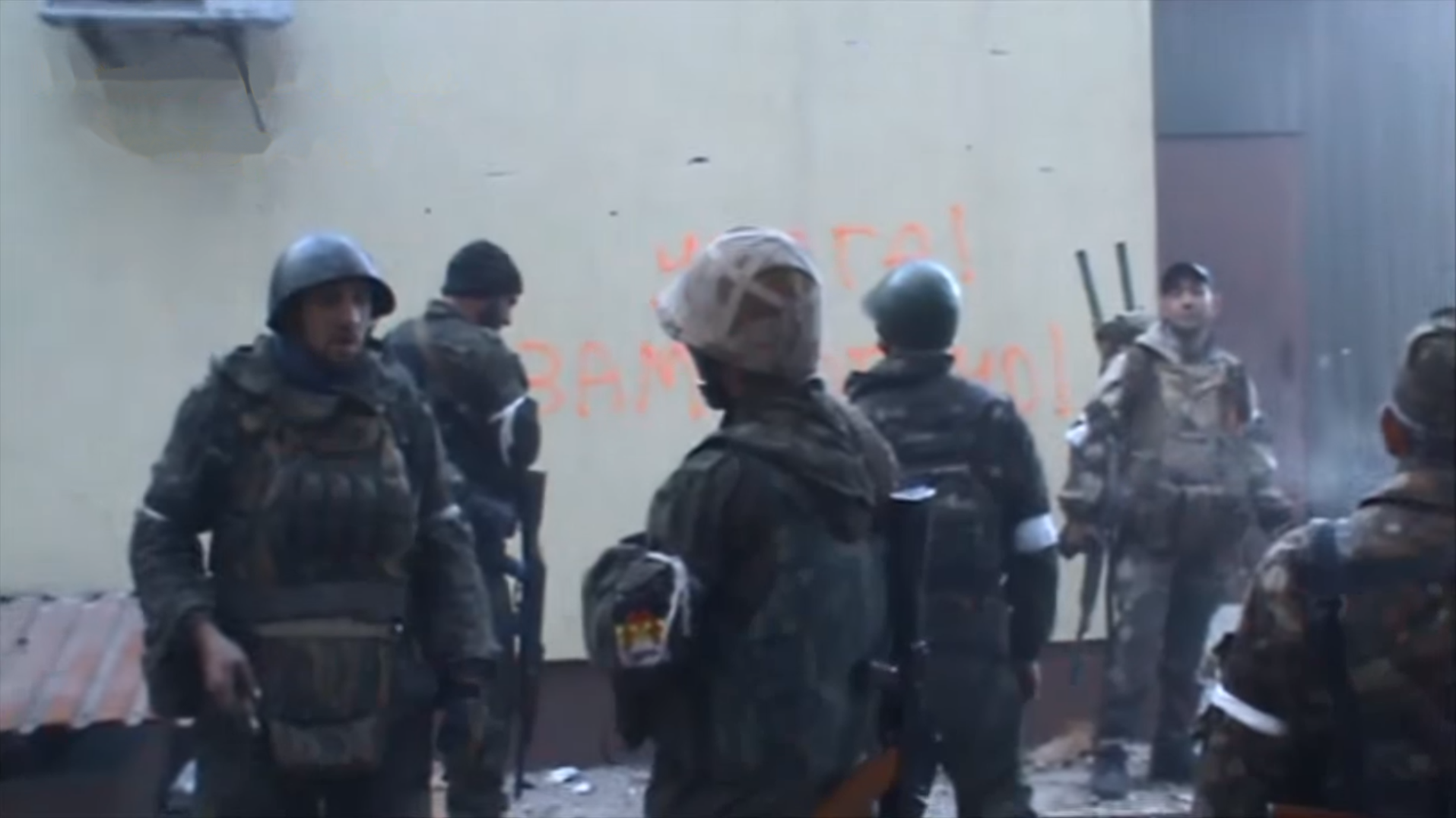
휴식 중인 도네츠크 인민공화국 스파르타 대대 병력 (2014년 10월)
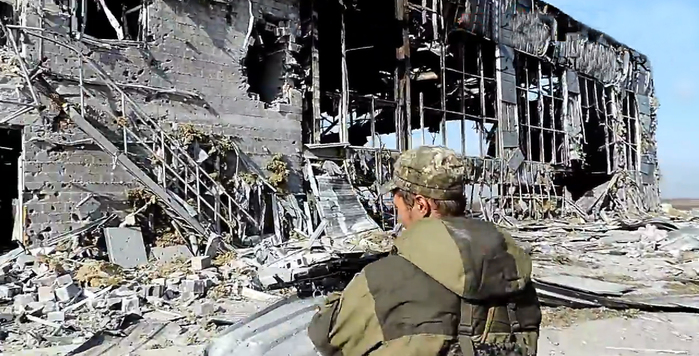
심하게 손상된 지역 근처에 있는 도네츠크 인민공화국 소말리아 대대 전투원 (2014년 10월)
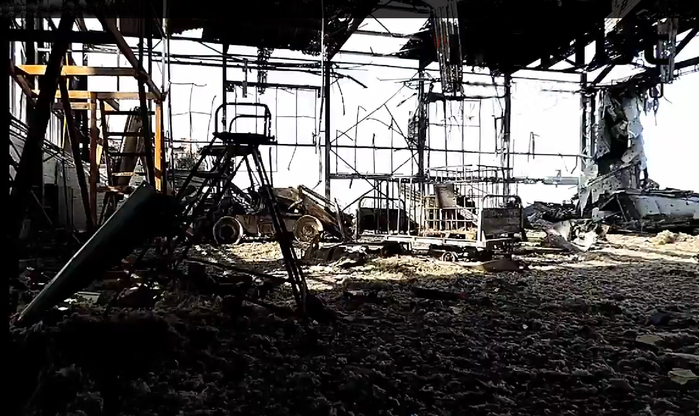
구 터미널 근처 심하게 손상된 건물 중 한 곳의 잔해 (2014년 10월)
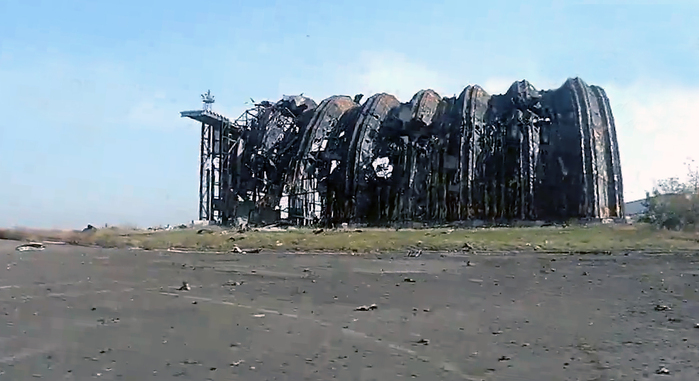
구 터미널 근처 심하게 손상된 격납고 (2014년 10월)
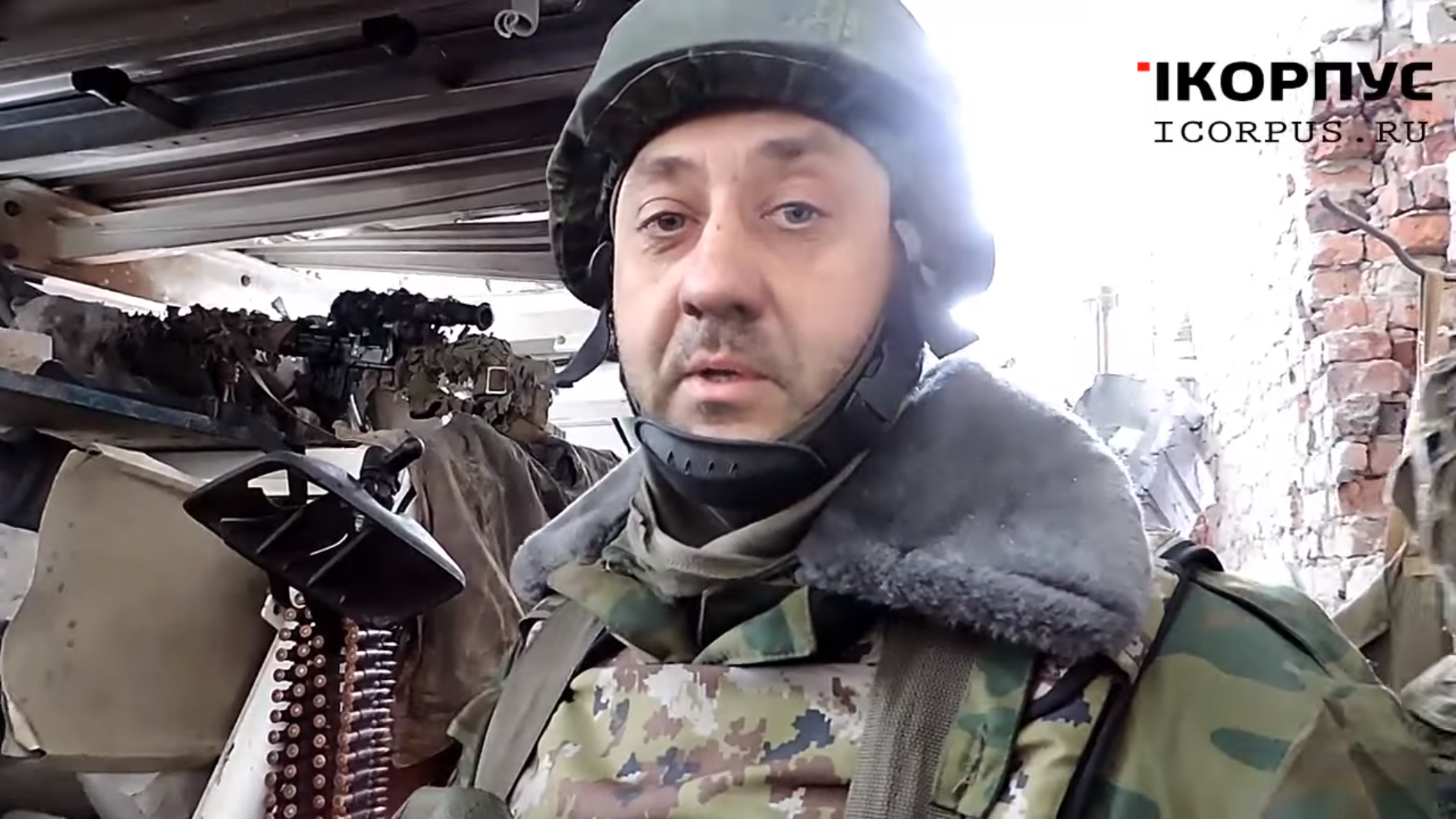
구 터미널 근처에 있는 도네츠크 인민공화국 스파르타 대대 전투원 (2014년 11월)
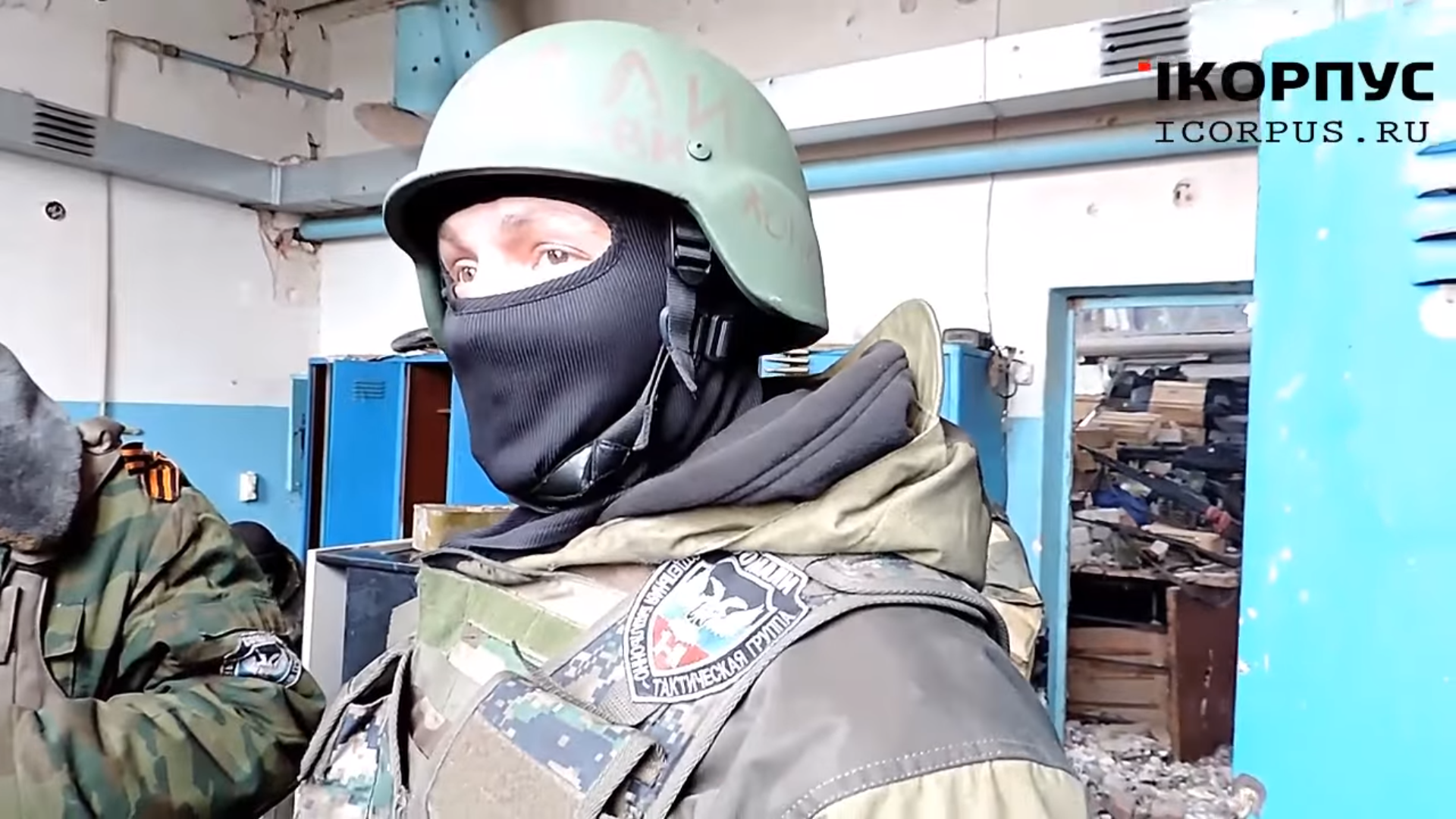
구 터미널 근처에 있는 도네츠크 인민공화국 소말리아 대대 전투원 (2014년 11월)
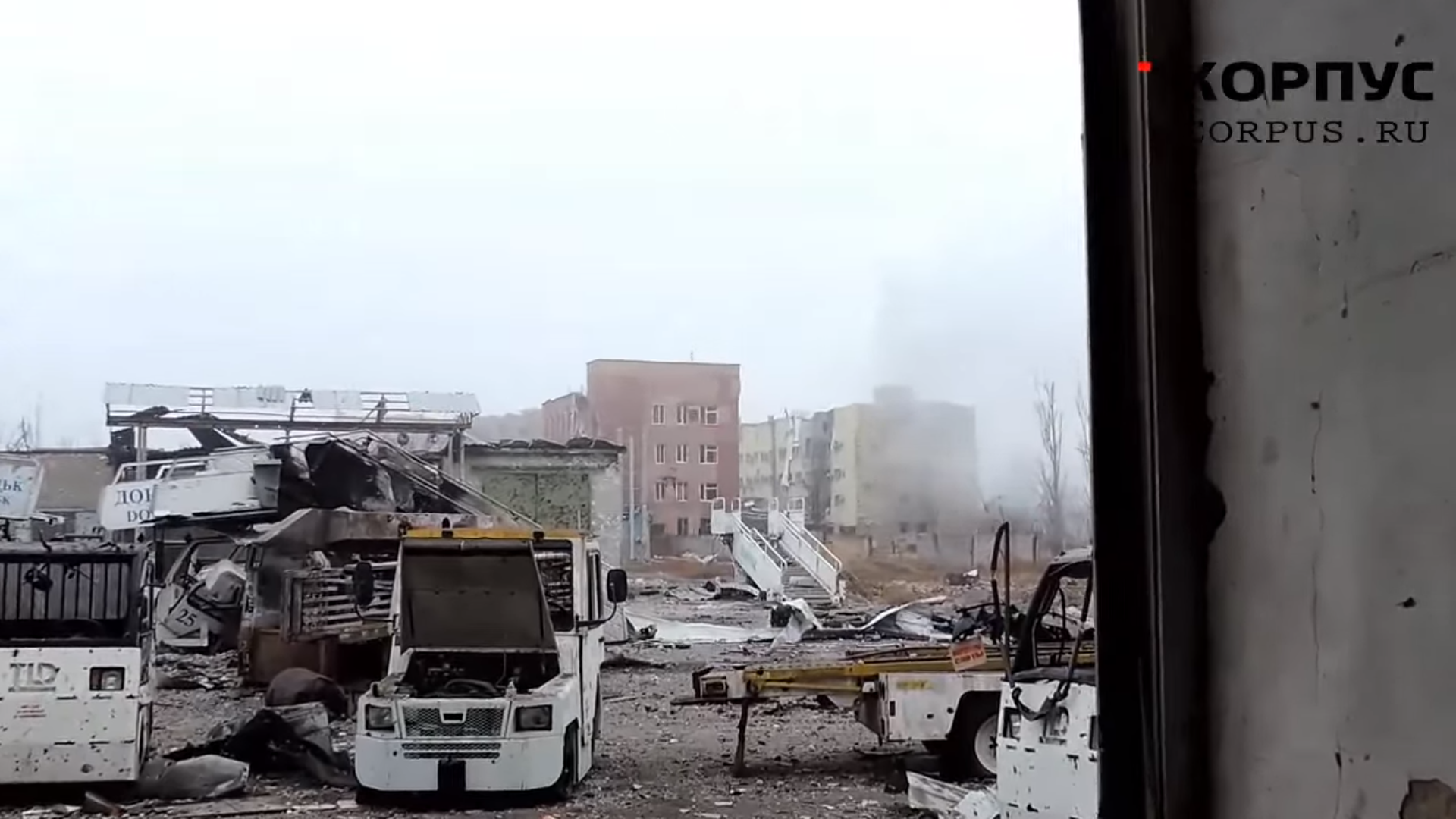
포격으로 손상된 호텔과 함께 도네츠크 공항 폐허 (2014년 11월)
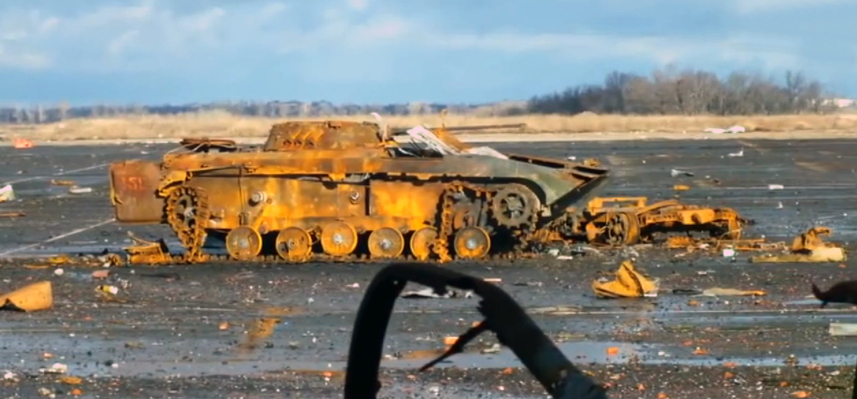
파괴된 우크라이나 BMP-2K 보병전투차 (2014년 12월)
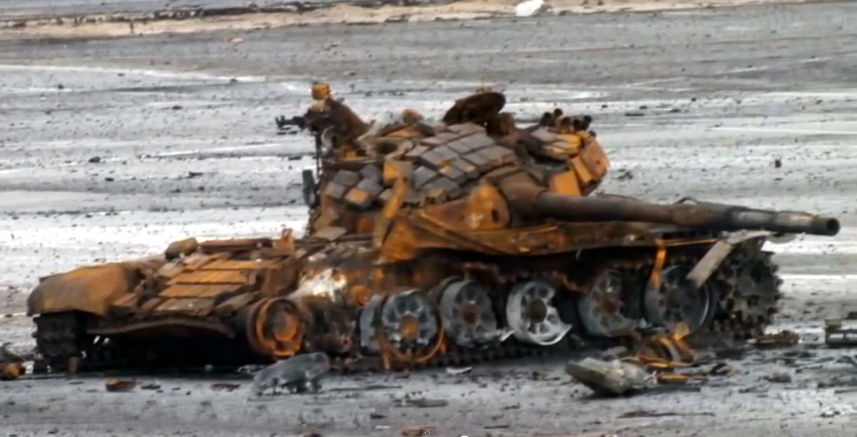
파괴된 도네츠크 인민공화국 T-72B1 전차 (2014년 12월)
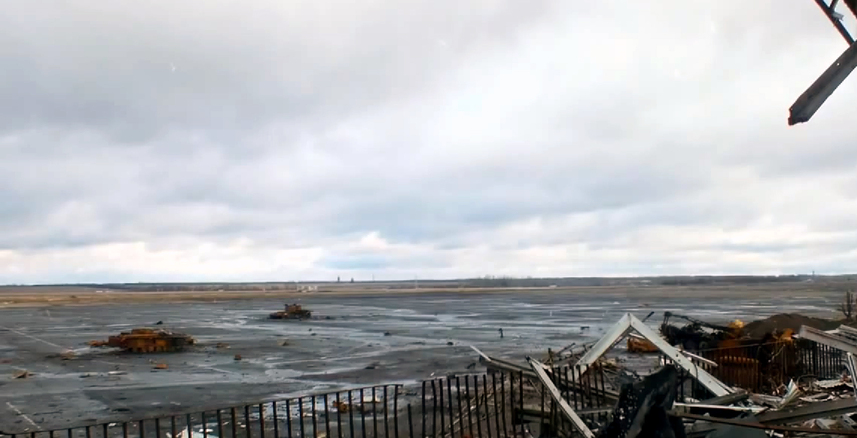
구 터미널에서 본 활주로 전경 (2014년 12월)
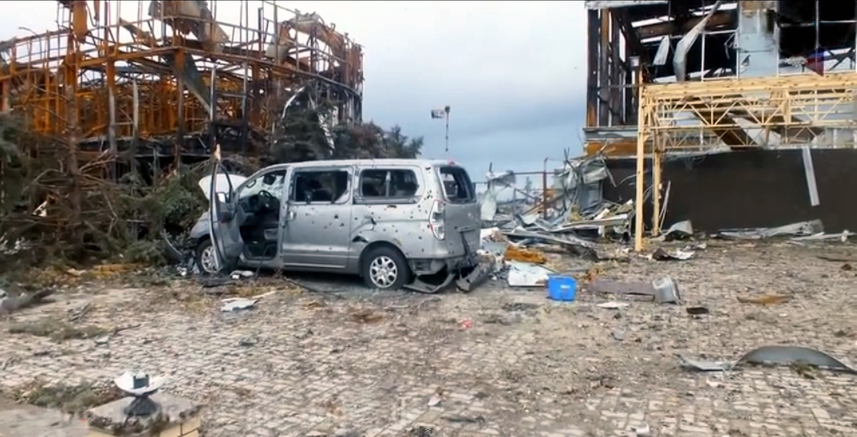
도네츠크 공항 외부 폐허 (2014년 12월)
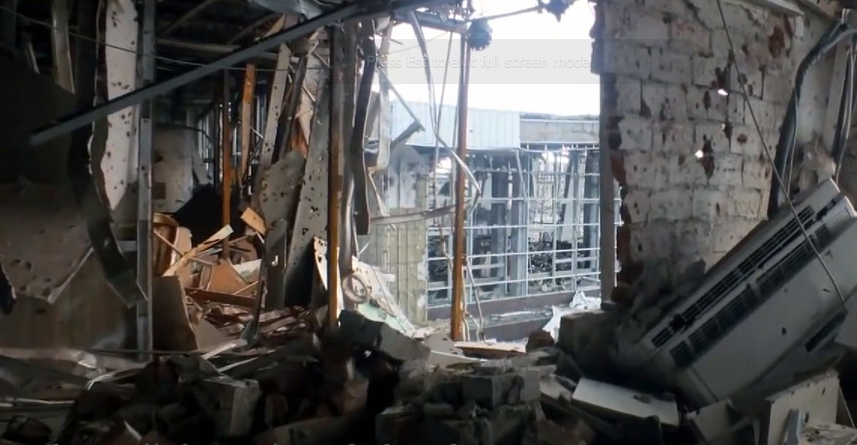
파괴된 도네츠크 공항 내부 (2014년 12월)

## 같이 보기
- 러시아-우크라이나 전쟁 개요
- 1차 도네츠크 공항 전투
- 분리주의 세력에 의한 도네츠크 점령